# Елм-Гроув (Оклахома)
Елм-Гроув (англ. Elm Grove) — переписна місцевість (CDP) в США, в окрузі Адер штату Оклахома. Населення — 192 особи (2020).

## Географія
Елм-Гроув розташований за координатами 35°47′16″ пн. ш. 94°33′57″ зх. д. / 35.78778° пн. ш. 94.56583° зх. д. (35.787657, -94.565892).  За даними Бюро перепису населення США в 2010 році переписна місцевість мала площу 4,31 км², з яких 4,30 км² — суходіл та 0,01 км² — водойми.

## Демографія
Згідно з переписом 2010 року, у переписній місцевості мешкало 198 осіб у 68 домогосподарствах у складі 55 родин. Густота населення становила 46 осіб/км².  Було 70 помешкань (16/км²).
Расовий склад населення:
| - 46,0 % — білих - 37,9 % — корінних американців - 1,0 % — осіб інших рас |

До двох чи більше рас належало 15,2 %. Частка іспаномовних становила 6,1 % від усіх жителів.
За віковим діапазоном населення розподілялося таким чином: 28,8 % — особи молодші 18 років, 59,6 % — особи у віці 18—64 років, 11,6 % — особи у віці 65 років та старші. Медіана віку мешканця становила 38,5 року. На 100 осіб жіночої статі у переписній місцевості припадало 100,0 чоловіків;  на 100 жінок у віці від 18 років та старших — 104,3 чоловіків також старших 18 років.
Середній дохід на одне домашнє господарство  становив 37 257 доларів США (медіана — 28 750), а середній дохід на одну сім'ю — 45 154 долари (медіана — 31 875). За межею бідності перебувало 33,5 % осіб, у тому числі 50,0 % дітей у віці до 18 років та 37,5 % осіб у віці 65 років та старших.
Цивільне працевлаштоване населення становило 74 особи. Основні галузі зайнятості: будівництво — 35,1 %, публічна адміністрація — 21,6 %, виробництво — 17,6 %.